# Max Liniger-Goumaz
Max Liniger-Goumaz (Berna, Suiza; 8 de octubre de 1930- Lausana, Suiza; 12 de abril de 2018) fue un economista, sociólogo, geógrafo, politólogo, africanista y ensayista suizo.

## Biografía
Era licenciado en Ciencias Sociales y en Geografía por la Universidad de Ginebra, y doctor en Economía.
Fue profesor emérito de varias escuelas suizas, otorgado por la Universidad de Ginebra y la Sociedad Geográfica de París. Desde 1998 fue miembro de la Asociación Española de Africanistas y desde 1999 de la Sociedad Suiza de Estudios Africanos.
Liniger-Goumaz desempeñó labores de docencia en su Suiza natal, así como en varios países africanos. Desde 1962 vivió y trabajó como profesor en África en su calidad de funcionario de la UNESCO, inicialmente en Zaire y luego en Guinea Ecuatorial (país del que fue expulsado por el dictador Francisco Macías Nguema producto de las políticas antiintelectuales del gobierno), Costa de Marfil, Camerún y Zambia. Organizó diversos cursos sobre la geografía africana.
Liniger-Goumaz era un experto en Guinea Ecuatorial, país sobre el cual publicó varios trabajos que se encuentran entre las pocas fuentes en francés dedicadas al tema. En sus publicaciones criticó al régimen vigente en Guinea Ecuatorial presidido por Teodoro Obiang Nguema, al que describió como una "dictadura tribal".
Max Liniger-Goumaz falleció el 13 de abril de 2018 en Lausana.

## Reconocimientos
- Ganador del Premio William Hubert de la Sociedad Geográfica de París (1983).

## Obras
- La Guinée Equatoriale convoitée et opprimée, L'Harmattan, 2005, ISBN 2-7475-9174-3
- La Guinea equatoriale. Trenta anni di dittatura, L'Harmattan Italia, 2000, ISBN 8-8876-0517-3
- De l'Africa des esclaves à l'Africa esclave, L'Harmattan, 1995, ISBN 2-7384-3294-8
- Who’s who de la dictature de Guinée Equatoriale – Les Nguemistes (1979-1993), Éditions du Temps, 1993,
- La démocrature : Dictature camouflée, démocratie truquée, L'Harmattan, 1992, ISBN 2-7384-1324-2
- L'Afrique à refaire: Vers un impôt planétaire, L'Harmattan, 1992, ISBN 2-7384-1367-6
- Guinea Ecuatorial : Bibliografía General, Plusieurs volumes, Les Éditions du Temps, Genève, ISBN 8481986496
- Brève histoire de la Guinée Équatoriale, L'Harmattan, 1988, ISBN 2-7384-0080-9
- Guinée Equatoriale, De la dictature des colons à la dictature des colonels, Les Éditions du Temps, 1982, ASIN B0000EA2KP
- La Guinée Equatoriale : Un pays méconnu, L'Harmattan, 1979, ISBN 2-8580-2132-5
- Historical Dictionary of Equatorial Guinea, Scarecrow Press, 1979.
- ONU et dictatures: De la démocratie et des droits de l'homme, L'Harmattan, ISBN 2-8580-2411-9